# Gare de Suèvres
Gare de Suèvres – przystanek kolejowy w Suèvres, w departamencie Loir-et-Cher, w Regionie Centralnym, we Francji.
Jest przystankiem Société nationale des chemins de fer français (SNCF), obsługiwanym przez pociągi TER Centre kursujących między Blois i Orlenem.